# Olivier Deleuze
Olivier G.Ch.M.H.M. Deleuze (ur. 18 grudnia 1954 w Saint-Josse-ten-Noode) – belgijski (francuskojęzyczny) polityk, inżynier i działacz ekologiczny, deputowany krajowy i sekretarz stanu, współprzewodniczący Ecolo (2012–2015).

## Życiorys
Wychowywał się w Ekeren, dzielnicy Antwerpii, gdzie skończył szkołę średnią. W 1977 ukończył inżynierię rolniczą na Université catholique de Louvain, następnie jako obdżektor odbywał zastępczą służbę wojskową w stowarzyszeniu Inter-Environnement Bruxelles (później został jego wiceprzewodniczącym). Zaangażowany w działalność organizacji społecznych o profilu ekologicznym (m.in. oddziale Friends of the Earth International), od 1980 do 1981 pracował jako inżynier w stowarzyszeniu wspierającym transfer technologii do krajów rozwijających się.
Należał do założycieli ugrupowania Ecolo. Z jego ramienia zasiadał w Izbie Reprezentantów w latach 1981–1986, 1995–1999 i 2010–2012. W 1986 odszedł z parlamentu w geście sprzeciwu wobec zawiązania regionalnej koalicji Ecolo z partiami prawicowymi. Następnie pracował jako inżynier zajmujący się systemami zwalczania zanieczyszczeń powietrza, a w latach 1989–1995 kierował belgijskim oddziałem Greenpeace. W 1995 powrócił do Izby Reprezentantów, od lipca 1999 do maja 2003 był sekretarzem stanu ds. energii i zrównoważonego rozwoju w pierwszym rządzie Guya Verhofstadta. W latach 2004–2010 pracował w biurze Programu Środowiskowego Organizacji Narodów Zjednoczonych w Nairobi, odpowiadając za kontakty ze społeczeństwem obywatelskim, następnie powrócił do krajowego parlamentu (do 2012). Od marca 2012 do marca 2015 pełnił funkcję współprzewodniczącego Ecolo razem z Emily Hoyos. W 2012 wybrany burmistrzem Watermaal-Bosvoorde; pozostał nim przez dwie kadencje do 2024, po czym zakończył karierę polityczną.